# Draâ Ben Khedda
Draâ Ben Khedda è un comune dell'Algeria, situato nella provincia di Tizi Ouzou.